# بلیک پیرونی
بلیک پیرونی (انگلیسی: Blake Pieroni؛ زادهٔ ۱۵ نوامبر ۱۹۹۵) شناگر اهل ایالات متحده آمریکا است.
وی در مسابقات کشوری و بین‌المللی در مجموع برندهٔ ۹ مدال طلا، ۲ مدال نقره، ۴ مدال برنز شده‌است.